# Louis Victor Stegemann
Ludwig Stegemann (* 27. Dezember 1830 in Wittlage, Königreich Hannover; † 30. September 1884 in Bonn) war ein deutscher Gutsbesitzer und Reichstagsabgeordneter.

## Leben
Ludwig Stegemann war Sohn des Amtmanns und Siebenmeiers Ludwig Victor Stegemann und Dorette Clüver. Er besuchte ab 1842 das Athenaeum Stade. Nach dem Abitur (1850) studierte er an der Ruprecht-Karls-Universität Heidelberg und der Georg-August-Universität Göttingen Rechtswissenschaft. Er wurde im Corps Vandalia Heidelberg (1851) und im Corps Bremensia Göttingen (1852) recipiert. Er absolvierte 1854 das Erste juristische Examen und war zwei Jahre bei Amtsgerichten tätig. Nach Übernahme eines ererbten größeren Grundbesitzes, des Siebenmeierhofes in Essen, Amt Hoya, lernte er die praktische Landwirtschaft auf einigen Gütern kennen. Er besuchte nochmals die Universität Göttingen, um die nötigen Kenntnisse in der Agrikultur und Chemie zu erlangen und volkswirtschaftliche Vorlesungen zu hören. Stegemann bewirtschaftete seit 1859 seinen durch Ankauf erweiterten Grundbesitz in Essen und Asendorf (Landkreis Diepholz) (Renzelfelde). Stegemann heiratete 1864 Adelaide Reinbold. Aus der Ehe gingen zwei Söhne und zwei Töchter hervor.
Für die Nationalliberale Partei vertrat er 1878–1881 den Wahlkreis Hannover 6 (Hoya, Verden) im Reichstag (Deutsches Kaiserreich). Er starb im 54. Lebensjahr.